# Tanacetum tomentellum
Tanacetum tomentellum — вид рослин з роду пижмо (Tanacetum) й родини айстрових (Asteraceae).

## Опис
Рослина сіро запушена. Нижні листки на довгих ніжках, довгасті, 2-перисто-розділені; сегменти лінійні, гострі. Квіткових голів кілька в кінцевому щитку.

## Середовище проживання
Поширений у південно-східній Туреччині й Лівані. Населяє скелясті схили.